# Танзания на летних Олимпийских играх 1984
Танзания принимала участие в летних Олимпийских играх 1984 года, которые проходили в Лос-Анджелесе (США) с 28 июля по 12 августа. Это были пятые летние Олимпийские игры, в которых участвовала Танзания. Страну представляли 18 спортсменов, выступающих в двух видах спорта.

## Предыстория
Олимпийский комитет Танзании был признан Международным олимпийским комитетом в 1968 году. На летних Олимпийских Играх 1964 года спортсмены из Танзании представляли Республику Танганьика. За время участия в Олимпийских играх выиграли две серебряные медали на играх в 1980 году. Эти Олимпийские игры в Лос-Анджелесе были пятыми для Танзании на летних Олимпийских играх. Олимпийские игры 1984 года прошли с 28 июля по 12 августа, и в них приняли участие 6829 спортсменов, представляющие 140 национальных олимпийских комитета.

## Состав сборной
Восемнадцать спортсменов представляли Танзанию на этих Олимпийских играх. Самым молодым спортсменом, представлявшим страну, был Агапиус Масонг (21 год и 246 дней), самым возрастным — Закайо Малеква (33 года и 184 дня). Знаменосцем на церемонии открытия игр был Майкл Нассоро.
 Лёгкая атлетика
1. Закария Бари
2. Джума Икангаа
3. Джеймс Игохе
4. Ибрагим Джума
5. Агапиус Масонг
6. Закария Намонге
7. Мохамед Рутитинга
8. Гидамис Шаханга
9. Альфонс Суай
10. Закайо Малеква
11. Нзаэли Киомо
12. Мвинга Мванджала

 Бокс
1. Дэвид Нваба
2. Раджабу Хуссе
3. Джума Бугинго
4. Нея Мкадала
5. Майкл Нассоро
6. Вилли Исангура

## Результаты

### Лёгкая атлетика
Мужчины
Шоссейные и Беговые дисциплины
| Закария Бари      | 5000 м  | 13:53.00 | 8 Q | н/д                  | н/д                  | 13:43.49             | 7                    | завершил выступление | завершил выступление | завершил выступление | завершил выступление |
| Закария Бари      | 10000 м | 28:15.18 | 3 Q | н/д                  | н/д                  | н/д                  | н/д                  | 28:32.28             | 13                   |                      |                      |
| Джума Икангаа     | Марафон | н/д      | н/д | н/д                  | н/д                  | н/д                  | н/д                  | 2:11:10              | 6                    |                      |                      |
| Джеймс Игохе      | 1500 м  | 3:39.62  | 6 Q | 3:41.57              | 10                   | завершил выступление | завершил выступление | завершил выступление | завершил выступление |                      |                      |
| Ибрагим Джума     | 10000 м | 30:29.50 | 12  | завершил выступление | завершил выступление | завершил выступление | завершил выступление | завершил выступление | завершил выступление |                      |                      |
| Агапиус Масонг    | Марафон | н/д      | н/д | н/д                  | н/д                  | н/д                  | н/д                  | 2:16:25              | 21                   |                      |                      |
| Закария Намонге   | 1500 м  | 3:45.55  | 6   | завершил выступление | завершил выступление | завершил выступление | завершил выступление | завершил выступление | завершил выступление |                      |                      |
| Мохамед Рутитинга | 5000 м  | 14:27.78 | 10  | завершил выступление | завершил выступление | завершил выступление | завершил выступление | завершил выступление | завершил выступление |                      |                      |
| Гидамис Шаханга   | 10000 м | 28:42.92 | 6   | завершил выступление | завершил выступление | завершил выступление | завершил выступление | завершил выступление | завершил выступление |                      |                      |
| Гидамис Шаханга   | Марафон | н/д      | н/д | н/д                  | н/д                  | н/д                  | н/д                  | 2:16:27              | 22                   |                      |                      |
| Альфонс Суай      | 5000 м  | 14:22.20 | 11  | завершил выступление | завершил выступление | завершил выступление | завершил выступление | завершил выступление | завершил выступление |                      |                      |

Технические дисциплины
| Спортсмен      | Соревнование  | Квалификация | Квалификация | Финал                | Финал                |
| Спортсмен      | Соревнование  | Результат    | Место        | Результат            | Место                |
| -------------- | ------------- | ------------ | ------------ | -------------------- | -------------------- |
| Закайо Малеква | Метание копья | 75.18        | 19           | завершил выступление | завершил выступление |

Женщины
Беговые дисциплины
| Спортсмен        | Соревнование | Пред. забег | Пред. забег | 1/4 финала            | 1/4 финала            | 1/2 финала            | 1/2 финала            | Финал                 | Финал                 |
| Спортсмен        | Соревнование | Результат   | Место       | Результат             | Место                 | Результат             | Место                 | Результат             | Место                 |
| ---------------- | ------------ | ----------- | ----------- | --------------------- | --------------------- | --------------------- | --------------------- | --------------------- | --------------------- |
| Нзаэли Киомо     | 100 м        | 12.26       | 5 Q         | 12.53                 | 8                     | завершила выступление | завершила выступление | завершила выступление | завершила выступление |
| Нзаэли Киомо     | 200 м        | 24.68       | 25 q        | 25.11                 | 8                     | завершила выступление | завершила выступление | завершила выступление | завершила выступление |
| Мвинга Мванджала | 3000 м       | 9.42.66     | 10          | завершила выступление | завершила выступление | завершила выступление | завершила выступление | завершила выступление | завершила выступление |

### Бокс
Мужчины
| Спортсмен      | Соревнование | 1 раунд            | 2 раунд               | 3 раунд                   | 1/4 финала                 | 1/2 финала           | Финал                | Финал                |
| Спортсмен      | Соревнование | Соперник Результат | Соперник Результат    | Соперник Результат        | Соперник Результат         | Соперник Результат   | Соперник Результат   | Место                |
| -------------- | ------------ | ------------------ | --------------------- | ------------------------- | -------------------------- | -------------------- | -------------------- | -------------------- |
| Дэвид Нваба    | до 51 кг     | н/д                | ALGЧибу Амна В 5:0    | AUSДжефф Фенек П 0:5      | завершил выступление       | завершил выступление | завершил выступление | завершил выступление |
| Раджабу Хуссе  | до 57 кг     | BYE                | BARЭд Поллард В 5:0   | KENДжон Ванджау П 1:4     | завершил выступление       | завершил выступление | завершил выступление | завершил выступление |
| Джума Бугинго  | до 63,5 кг   | BYE                | KORКим Дон Гиль П RSC | завершил выступление      | завершил выступление       | завершил выступление | завершил выступление | завершил выступление |
| Нея Мкадала    | до 67 кг     | BYE                | NGRПитер Окуму П 2:3  | завершил выступление      | завершил выступление       | завершил выступление | завершил выступление | завершил выступление |
| Майкл Нассоро  | до 81 кг     | н/д                | FINЮха Хяннинен В RSC | KENСилвейнус Окелло П 0:5 | завершил выступление       | завершил выступление | завершил выступление | завершил выступление |
| Вилли Исангура | больше 91 кг | н/д                | н/д                   | BYE                       | ITAФранческо Дамиани П RSC | завершил выступление | завершил выступление | 5                    |